# İctimai Televiziya və Radio Yayımları Şirkəti
İctimai Televiziya və Radio Yayımları Şirkəti (in italiano Società di radiodiffusione e televisione pubblica), nota anche con l'acronimo İTV, è un'azienda pubblica azera che gestisce un canale televisivo, İctimai TV, e uno radiofonico, İctimai Radio.
Dal 5 luglio 2007 è membro dell'Unione europea di radiodiffusione (UER), per conto della quale ha organizzato l'Eurovision Song Contest 2012 ed era stata designata per organizzare la terza edizione dell'Eurovision Dance Contest, prima della cancellazione della manifestazione nel 2009.

## Storia
L'azienda è stata fondata il 5 novembre 2004 con decreto presidenziale ad opera di İlham Əliyev per affiancare l'emittente pubblica Azərbaycan Televiziyası (AzTV). Essa consiste in un consiglio di nove membri, nominati dal presidente della Repubblica, che a loro volta nominano il direttore generale, che deve essere approvato dallo stesso presidente.
Le trasmissioni televisive sono iniziate il 29 agosto 2005, mentre quelle radiofoniche il 10 gennaio 2006.
Il 5 luglio 2007 İTV è divenuta membro dell'Unione europea di radiodiffusione (UER), iniziando ad organizzare la partecipazione dell'Azerbaigian all'Eurovision Song Contest a partire dall'anno successivo. Anche AzTV tentò di entrare nell'UER ma fu respinta.

## Canali televisivi e radiofonici
- İctimai TV
- İctimai Radio